# Günther Hoffmann-Schönborn
Pour les articles homonymes, voir Hoffmann.
Le titre de cet article contient le caractère ü et ö. Quand ceux-ci ne sont pas disponibles ou ne sont pas désirés, le nom de l'article peut être représenté comme Guenther Hoffmann-Schoenborn.
Günther Hoffmann-Schönborn (1er mai 1905 à Posen - 4 avril 1970 à Bad Kreuznach) est un Generalmajor allemand dans la Heer au sein de la Wehrmacht durant la Seconde Guerre mondiale.
Il a été récipiendaire de la croix de chevalier de la croix de fer avec feuilles de chêne. La croix de chevalier de la croix de fer et son grade supérieur, les feuilles de chêne, sont attribués pour récompenser un acte d'une extrême bravoure sur le champ de bataille ou un commandement militaire avec succès.

## Biographie
Né à Posen, Günther Hoffmann-Schönborn rejoint l'armée en 1924 dans le 3e régiment d'artillerie. Le 1er février 1928, il est promu au grade de leutnant. Le 1er juin 1931, il est promu au grade d'oberleutnant. Le 1er octobre 1934, pour la première fois il reçoit une commandement et il est nommé chef de la 11e batterie à Fulda. Là, il est promu au grade de hauptmann le 1er août 1935. Le 1er octobre 1935, il remet son commandement. Il est maintenant formés dans divers postes. Le 1er avril 1939, il est nommé chef de la 2e batterie du 42e régiment d'artillerie.
Avec cette batterie, il prend part à la campagne de Pologne. Le 13 octobre 1939, il est nommé commandant du département du 730e régiment d'artillerie lourd (motorisé). Le 15 avril 1940, le régiment est dissout. Il devient maintenant le commandant du département du 777e régiment d'artillerie lourd. Le 14 août 1940, il remet son commandement. Il assiste maintenant à un cours d'enseignement pour canons automoteurs de régiment d'artillerie à Jiiterbog. Le 1er octobre 1940, il devient le commandant nouvellement créée 191e Sturmgeschütz à Jiiterbog. Le 1er décembre 1940, il est promu au grade de major, et il dirige le département dans les Balkans et s'échappe avec elle de la ligne Metaxas. Pour cela, il reçoit la croix de chevalier de la croix de fer le 14 mai 1941 pour performance. En juin 1941, il dirige maintenant le 191e Stumgeschütz dans la campagne de Russie. Après une avance étonnante de 120 km, il prend le pont du Dniepr à Gernostaipol, il reçoit les feuilles de chêne à sa croix de chevalier, le 31 décembre 1941. Lors de la bataille de Narva en décembre 1941, il est grièvement blessé et transporté à l'hôpital, où il reste jusqu'au 1er mars 1942. Le 1er avril 1942, il est promu au grade d'oberstleutnant, et après son rétablissement, il est transféré au 2e régiment d'artillerie à Jiiterbog. Le 1er avril 1943, il est nommé commandant de Stumgeschütz à Schulenburg. Le 1er novembre 1943, il est promu au grade d'oberst. Le 1er août 1944, il remet son commandement et il est transféré à la 13e Division à Hirschberg. En septembre 1944, il est denouveau transféré pour la 18e Division de Volksgrenadiers et il est nommé commandant. Le 1er décembre, 1944, il est promu au grade de generalmajor, et nommé le même jour commandant de la 18e Division de Volksgrenadiers. Le 5 février 1945, il est transféré dans la réserve. Le 19 février 1945, il est nommé chef adjoint de la 5e Panzer-Division. Le 10 avril 1945, il est de nouveau grièvement blessé et transféré à l'hôpital. Lorsque la guerre prend fin, il est capturé par les alliées et il reste jusqu'à la fin de 1945 à l'hôpital. Le 5 mars 1948, il est libéré.
Günther Hoffmann-Schönborn reçoit la croix de chevalier lors du franchissement de la ligne Metaxás et les feuilles de chêne après une attaque de 120 km et la sécurisation du pont de la Dniepr près de Gernostaipol par surprise.

## Décorations
- Croix de fer (1939)
  - 2e classe (31 mai 1940)
  - 1re classe (29 juin 1940)
- Insigne des blessés (1939)
  - en noir
  - en argent
- Insigne de combat général
- Médaille du Front de l'Est
- Croix de chevalier de la croix de fer avec feuilles de chêne
  - Croix de chevalier le 14 mai 1941 en tant que Major et commandant du Sturm-Geschütz-Abteilung 191[1]
  - 49e feuilles de chêne le 31 décembre 1941 en tant que Major et commandant du Sturm-Geschütz-Abteilung 191[1]